# Linkebeek
Linkebeek (anhörenⓘ) ist eine belgische Gemeinde in der Region Flandern mit 4674 Einwohnern (Stand 1. Januar 2024). Sie liegt im Süden Brüssels und grenzt unmittelbar an die Hauptstadtregion Brüssel. Das Stadtzentrum der Hauptstadt liegt ca. 8 Kilometer (km) nördlich.  
Die nächsten Autobahnabfahrten befinden sich bei Beersel und Ruisbroek an der A 7/E19.
Linkebeek besitzt einen Regionalbahnhof und der Flughafen Brüssel National nahe der Hauptstadt und etwa 17 km Luftlinie nordwestlich der Gemeinde gelegen ist ein internationaler Flughafen. 

## Politik und Sprachenstreit
Linkebeek wurde im Rahmen des flämisch-wallonischen Konflikts zu einem Zentrum der Auseinandersetzungen, da es seit 1954 eine der sechs  Fazilitäten-Gemeinden in der Peripherie der Region Brüssel-Hauptstadt ist, in denen das Französische gleichberechtigt ist: Damals sprachen in Linkebeek etwa 40 % der Einwohner französisch, inzwischen sind die Frankophonen in der Überzahl.
Wegen Verstößen gegen das Sprachgesetz verweigerte die flämische Innenministerin Liesbeth Homans von den flämischen Nationalisten (Nieuw-Vlaamse Alliantie) über viele Jahre die Ernennung der vom Gemeinderat mehrheitlich gewählten Bürgermeister Damien Thiéry und Yves Ghequiere. So war Damien Thiéry (FDF, heute DéFI) von 2007 bis 2015 gewählter und amtsführender Bürgermeister, jedoch nie offiziell ernannt. Erst am 10. Juli 2017 wurde die dritte gewählte Kandidatin Valérie Geeurickx von der Innenministerin im Amt bestätigt und am 19. Juli vereidigt. Sie wurde als ehemaliges Parteimitglied der FDF (heute DéFI) in den Gemeinderat gewählt, ist inzwischen aber aus der Partei ausgetreten und amtiert als Unabhängige.

## Wappen
Beschreibung: Im hellblauen ovalen Schild eine rote erniedrigte Spitze von drei schwarzen Männerköpfen mit roter Stirnbinde begleitet.